# شركة جبل صلب (اليمن)
شركة جبل صلب اليمنية المحدودة شركة بريطانية - يمنية يقع مركزها الرئيسي في صنعاء، وتمتلك عقد استغلال للزنك والرصاص والفضة في منطقة جبل صلب بمديرية نهم بمحافظة صنعاء بمساحة 4 كيلومتر مربع، وذلك بموجب القرار الجمهوري رقم 24 لسنة 2007م. الشركة تتكون من «شركة زينك أوكس» البريطانية والتي تمتلك 52% من المشروع، وشركة إنسان ويكفس للاستثمار اليمنية والتي تمتلك 48% من المشروع. حيث مولت شركة زينك أوكس المتخصصة في مجال التنقيب عن الزنك والمعادن شركة جبل صلب ب61 مليون جنية إسترليني ما يعادل 120 مليون دولار أمريكي.
وقال وزير النفط والمعادن خالد محفوظ بحاح أن ثلاث شركات عالمية استثمارية متخصصة ستبدأ مطلع مارس 2008 بتنفيذ الأعمال الإنشائية للمشروع تحت مسمى شركة جبل الصلب المحدودة. وأن عمر المشروع قدر ب 12 عاماً، ولكن الإتفاقية الموقعة مع شركة جبل صلب تسري لمدة 20 عاماً نظراً لاحتمالية وجود امتداد للتمعدن في المنجم.

## تاريخ منطقة جبل صلب
منطقة جبل صلب منطقة تعدين تاريخية كانت تعرف بالرضراض (حالياً جبل صلب) وكانت تعتبر في القرن الثالث الهجري (العاشر الميلادي) أحد المناجم الكبيرة في العالم الإسلامي لإنتاج الفضة، ويعتقد بأن الأعمال الحرفية التعدينية في منطقة جبل صلب تعود إلى 2000 سنة، حيث تم تعدين الفضة من خلال الممرات الأفقية التي تتميز بوجود فجوات مملوءة بالخام المتأكسد الأكثر ليونة وغني بالفضة.
ويعتقد أن معالجة الخام كانت تتم باستخدام تقنيات الجاذبية وأن عدد أفران الصهر قد وصل إلى حوالي 400 فرن، وقد قدرت الكمية التي تم استخراجها بحوالي 400,000 طن، ولا تزال آثار المناجم القديمة ومخلفاتها باقية حتى وقتنا الحاضر.
وتعتبر شركة زينك أوكس من الشركات المتخصصة في معالجة واستخلاص الزنك المؤكسد، وقد بدأت العمل في اليمن في العام 1998م عندما دخلت في شراكة ائتلافية مع كل من شركة ميناركو (جزء من شركة أنجلوإمريكان) وشركة إنسان اليمنية في مشروع استكشاف الزنك والرصاص والفضة في منطقة الجبلي (نهم-صنعاء).

### المشروع
قدر تقرير برلماني في 2007 احتياطي المعادن الخام في منطقة جبل صلب بمديرية نهم (محافظة صنعاء) 100 كم شمال صنعاء، بحوالي 12.6 مليون طن، بدرجة تركيز 8.86% زنك و1.16% رصاص و69.3 جرام/طن فضة"، ووافق البرلمان على عقد لصالح شركة زنك أوكس لتطوير منجم "الرضراض" في جبل صلب.
وتم افتتاح المشروع رسميا من قبل رئيس الوزراء علي مجور في 23 فبراير 2009 ويعتبر أول مشروع تعديني في اليمن.
يقع المشروع على مساحة 699 كيلومتر مربع طبقا لدارسة الجدوى التي نفذتها شركة «زنك أوكس» البريطانية، تقدر عائدات الحكومة من الضرائب على مدى 12 عاما بحوالي 58مليون دولارً بالإضافة إلى 12 مليون دولار كضرائب ومساهمات ضمان أجتماعي من دخل موظفي الشركة في حال ظل السعر العالمي للزنك 1900 دولار للطن الواحد.